# Tony Bradley
Tony Lee Bradley, Jr. (* 8. Januar 1998 in Bartow, Florida) ist ein US-amerikanischer Basketballspieler.

## Karriere
Bradley spielte vor seiner Profikarriere ein Jahr für die North Carolina Tar Heels im Hochschulverband NCAA, wo er als Ersatzmann für Kennedy Meeks zum Einsatz kam und im Durchschnitt 7,5 Punkte und 5,1 Rebounds je Begegnung erzielte. In seinem Freshman-Jahr gewann er mit den Tar Heels den NCAA-Meistertitel. Nach einer Bedenkzeit entschied er sich, auf die restlichen drei Hochschuljahre zu verzichten und meldete ich zum NBA-Draftverfahren an.
Bei der NBA-Draft 2017 wurde er in der ersten Runde von den Los Angeles Lakers an 28. Stelle ausgewählt und im Anschluss für die Rechte an Josh Hart und Thomas Bryant zu den Utah Jazz transferiert. Auf Grund seines unausgereiften Körpers und spielerischer Mängel verbrachte er seine Rookiesaison überwiegend in der Entwicklungsliga G-League beim Farmteam der Jazz, den Salt Lake City Stars. Bei diesen bestritt er 24 Spiele und erzielte durchschnittlich 15,4 Punkte und 10,2 Rebounds pro Spiel. Für Utah kam er im Verlauf der Saison 2017/18 auf neun Kurzeinsätze. In seinem zweiten Jahr kam Bradley auf nur drei Einsätze für die Mannschaft, den Rest der Saison verbrachte er erneut bei den Salt Lake City Stars. Im letzten Spiel der Saison erzielte er mit 15 Punkten und 10 Rebounds sein erstes Double-Double.
Während des NBA-Draftverfahrens 2020 wurde Bradley zu den Detroit Pistons transferiert. Nur einen Tag später schickten diese ihn im Tausch für Zhaire Smith zu den Philadelphia 76ers weiter.
Am 25. März 2021 wechselte Bradley innerhalb eines Spielertauschs unter drei Mannschaften, an dem auch die New York Knicks beteiligt waren, zu den Oklahoma City Thunder. Im Sommer 2021 wurde er von den Chicago Bulls unter Vertrag genommen, er spielte bis Februar 2023 für die Mannschaft.
In den Spielzeiten 2023/24 und 2024/25 war er in der NBA-G-League bei den Texas Legends und den College Park Skyhawks beschäftigt. Für letztere Mannschaft erzielte Bradley während der Saison 2024/25 in zwölf Einsätzen im Durchschnitt 16,8 Punkte sowie 12,2 Rebounds. Anfang März 2025 wurde er von den Indiana Pacers verpflichtet, damit gelang ihm die NBA-Rückkehr.

## Karriere-Statistiken

### NBA

#### Hauptrunde
| Saison  | Team                         | GP  | GS | MPG  | FG % | 3P %  | FT %  | RPG | APG | SPG | BPG | PPG |
| ------- | ---------------------------- | --- | -- | ---- | ---- | ----- | ----- | --- | --- | --- | --- | --- |
| 2017–18 | Utah                         | 9   | 0  | 3.2  | .273 | .000  | 1.000 | 1.2 | 0.1 | 0.0 | 0.0 | 0.9 |
| 2018–19 | Utah                         | 3   | 0  | 12.0 | .500 | —     | .500  | 5.0 | 0.3 | 0.7 | 0.7 | 5.7 |
| 2019–20 | Utah                         | 58  | 3  | 11.4 | .667 | 1.000 | .652  | 4.6 | 0.4 | 0.2 | 0.6 | 4.9 |
| 2020–21 | Philadelphia / Oklahoma City | 42  | 8  | 16.3 | .665 | .000  | .691  | 5.7 | 0.9 | 0.4 | 0.7 | 7.1 |
| 2021–22 | Minnesota                    | 55  | 7  | 10.0 | .585 | —     | .655  | 3.4 | 0.5 | 0.2 | 0.6 | 3.0 |
| Gesamt  | Gesamt                       | 167 | 18 | 11.7 | .634 | .429  | .672  | 4.3 | 0.5 | 0.2 | 0.6 | 4.6 |

#### Play-offs
| Saison  | Team   | GP | GS | MPG | FG % | 3P % | FT % | RPG | APG | SPG | BPG | PPG |
| ------- | ------ | -- | -- | --- | ---- | ---- | ---- | --- | --- | --- | --- | --- |
| 2017–18 | Utah   | 1  | 0  | 2.0 | .500 | —    | —    | 1.0 | 0.0 | 0.0 | 0.0 | 2.0 |
| 2019–20 | Utah   | 6  | 0  | 8.1 | .222 | —    | .714 | 3.8 | 0.2 | 0.3 | 0.3 | 1.5 |
| Gesamt  | Gesamt | 7  | 0  | 7.2 | .273 | —    | .714 | 3.4 | 0.1 | 0.3 | 0.3 | 1.6 |